# Rudolf Fisch (Psychologe)
Rudolf Fisch (* 16. April 1939 in Hagen) ist ein deutscher Sozial- und Organisationspsychologe.

## Leben
Fisch studierte Psychologie, Physiologie und Psychiatrie in Frankfurt am Main, Münster und Bochum. Er wurde 1967 an der Ruhr-Universität Bochum zum Dr. phil. promoviert.
Nach der Habilitation im Fach Psychologie 1972 war er von 1972 bis 1974 Professor für Psychologie an der Universität des Saarlandes in Saarbrücken und von 1974 bis 1992 Inhaber des Lehrstuhls für Sozialpsychologie an der Universität Konstanz. Dort war er unter anderem Mitglied des Vorstandes des Sonderforschungsbereichs 221 „Verwaltung im Wandel“ (1985–1990) und wirkte in verschiedenen beratenden Kommissionen auf Landesebene mit.
Ab 1992 war er als Professor für Empirische Sozialwissenschaften unter besonderer Berücksichtigung der Verwaltung an der Deutschen Hochschule für Verwaltungswissenschaften Speyer (DHV) in Speyer tätig. Fisch war dort 1995 bis 1997 Wissenschaftlicher Beauftragter für das III. Führungskolleg bei der Deutschen Hochschule für Verwaltungswissenschaften Speyer. Im Wintersemester 1997/98 hatte er eine Gastprofessur an der Universität Wien inne. Fisch war von 2000 bis 2001 Prorektor und von 2001 bis April 2007 Rektor der DHV, dann wurde er emeritiert.
Fisch stellte sich im Juni 2008 dem Eichstätter Bischof Gregor Maria Hanke für gut ein Jahr zur kommissarischen Leitung der Katholischen Universität Eichstätt-Ingolstadt zur Verfügung, als dieser den Kanzler der Hochschule Gottfried von der Heydte, mit sofortiger Wirkung vom Dienst beurlaubte.

## Wirken
Fischs Forschungsschwerpunkte reichen vom Verhalten in Organisationen, zum Beispiel Teamarbeit und Kreativität, über Führen, Zusammenarbeiten und Entscheiden bei komplexen Verwaltungsaufgaben bis zu den Methoden der empirischen Sozialforschung (insbesondere Beobachtungsmethoden, systematische Evaluation) und zur Wissenschaftsforschung.
In die Zeit seines Rektorats an der Hochschule für Verwaltungswissenschaften Speyer fielen die Umstrukturierung der inneren Verwaltung der Hochschule sowie die Neuausrichtung der Studiengänge und -inhalte der DHV. Dies wurde unter anderem aufgrund der Reform der deutschen Juristenausbildung notwendig, die zu einem starken Rückgang der Studentenzahlen führte. Außerdem wurde die Hochschule, die zuvor 60 Jahre der Staatskanzlei Rheinland-Pfalz unterstand, an das Wissenschaftsministerium übergeben.
Fisch setzte sich maßgeblich für die Einführung des postuniversitären Ergänzungsstudiums Wissenschaftsmanagement ein, das an der DHV in Kooperation mit dem Zentrum für Wissenschaftsmanagement e.V. Speyer angeboten wird.
Fisch ist Mitglied des Kuratoriums des Vereins Zukunft Metropolregion Rhein-Neckar e.V.

## Veröffentlichungen (Auswahl)
- mit Boos, M. (Hg.): Vom Umgang mit Komplexität in Organisationen, Konstanz: Universitätsverlag Konstanz, 1990
- mit Beck, D. (Hg.): Komplexitätsmanagement. Methoden zum Umgang mit komplexen Aufgabenstellungen in Wirtschaft, Regierung und Verwaltung, Wiesbaden: VS Verlag für Sozialwissenschaften, 2004
- mit Burkhard Margies (Hg.): Bessere Verwaltungssprache: Grundlagen, Empirie, Handlungsmöglichkeiten, Berlin: Duncker & Humblot, 2014
- als Hg.: Verständliche Verwaltungskommunikation in Zeiten der Digitalisierung. Konzepte – Lösungen – Fallbeispiele, Baden-Baden: Nomos, 2020